# Antoinette military monoplane
El Antoinette Military Monoplane, conocido por algunos como Antoinette-Latham, ya que fue construido por indicación de Hubert Latham, que incorporó al proyecto muchas ideas propias o el Antoinette Monobloc era uno de los primeros aeroplanos construidos en Francia en la esperanza de interesar al Departamento de Guerra francés en adquirir aeronaves.

## Historia
Fue un miembro sustancialmente rediseñado de la familia que se inició con el Antoinette IV en 1908, pero mostraba un mayor número de avances aerodinámicos, significando que todas las áreas expuestas, incluidos escapes y alambres en los Antoinettes originales estaban ahora cubiertos por un material tejido, además la aeronave mostraba grandes carenados aerodinámicos tipo "pantalones" que cubrían las estructuras del tren de aterrizaje. Todo esto, sin embargo, eventualmente hizo a la aeronave demasiado pesada como para volar con un motor de 37 kW (50 hp). Pese a ello, la aeronave fue exhibida en el concurso militar de Reims (Concours Militaire) de 1911, donde quizás de manera no sorprendente (no consiguió elevarse) no recibió ningún pedido de compra.

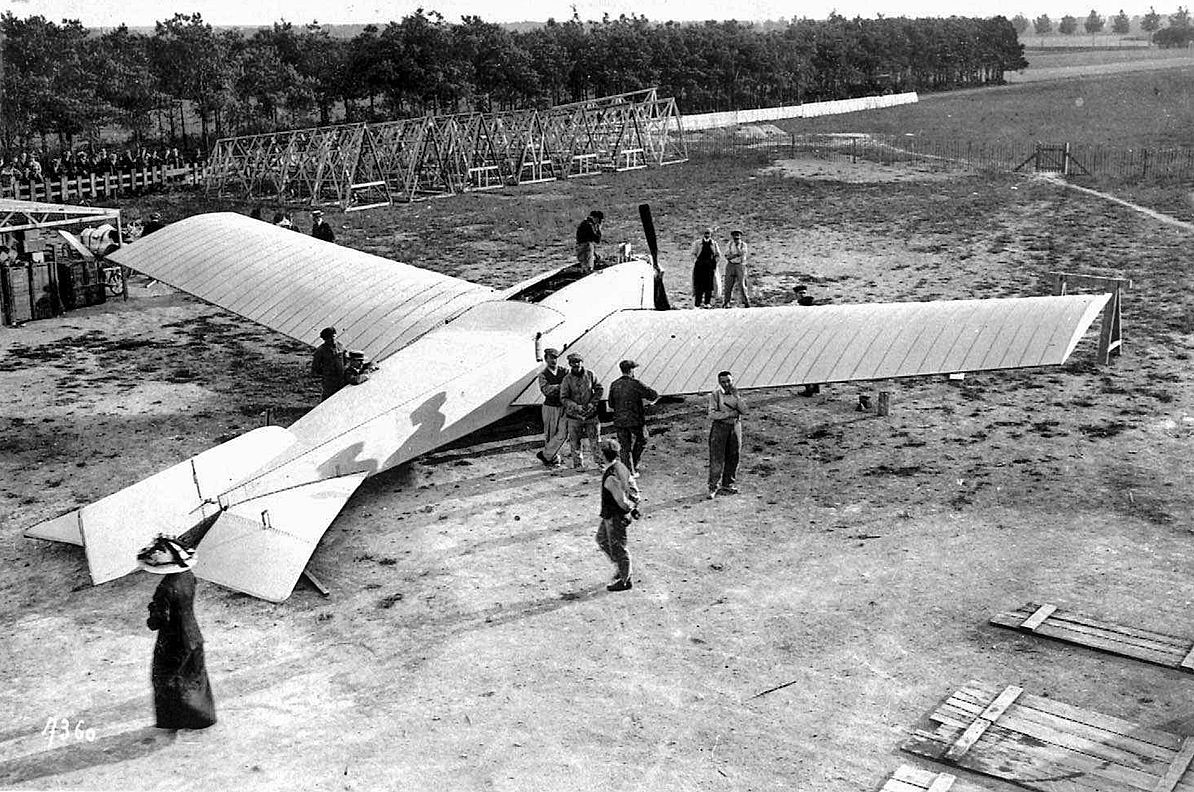
Antoinette Military Monoplane

El problema del Monobloc residía en su peso excesivo para la única planta motriz disponible, el motor Antoinette de 50 cv. Por ello el modelo estaba condenado al fracaso a meno de conseguir un avance similar en el diseño de motores de avión.